# Scaphinotus subtilis
Scaphinotus subtilis är en skalbaggsart som beskrevs av Hermann Rudolph Schaum. Scaphinotus subtilis ingår i släktet Scaphinotus och familjen jordlöpare. Inga underarter finns listade i Catalogue of Life.